# راجيش خانا
راجيش كانا (بالهندية: राजेश खन्ना) ممثل من مواليد مدينة امسيرتار بالهند في 29 ديسمبر 1942. اسمه الحقيقي هو جاتين كانا، كان أول أفلامه «اخري خات» سنة 1966 وهو والد تونكل كانا ورينكي كانا، وصل إلى أعلى درجات النجومية والشهرة في أواخر ستينات القرن العشرين، ويعد من أشهر ممثلي الهند في فترة 70 و 80 ولقب بالنجم الأول والأصلي في الهند وملك الرومانسية، وهو النجم الهندي الوحيد في تاريخ بوليود الذي حقق 15 فيلماً متتالياً بنجاح ساحق.
قدّم أكثر من 160 فيلماً، واحتفظ بلقب الأول والأعلى في الأجر من 1970 وحتى 1990، ثم اتجه للعمل بالسياسة من 1992 وحتى 1996 كعضو في الكونغرس الهندي.
تزوج من الممثلة ديمبل كابديا عام 1973 وله منها بنتان الكبرى تونكل كانا زوجة الممثل اكشاي كومار وابنته الصغرى رينكي كانا.
مرض كانا مرضاً شديداً عام 2011، وتوفي على أثره في 18 يوليو عام 2012. حاز كانا على العديد من الجوائز والتقديرات في حياته كان آخرها جائزة بادما باشان ثالث أكبر جائزة تقديرية في الهند، وتم طباعة طابع بريدي فخري يحمل صورته من مكتب بريد الهند وتمثال من البرونز في أول ذكرى لوفاته في بندرا باندستند في مومباي.

## روابط خارجية
- راجيش خانا على موقع IMDb (الإنجليزية)
- راجيش خانا على موقع ألو سيني (الفرنسية)
- راجيش خانا على موقع ميوزك برينز (الإنجليزية)
- راجيش خانا على موقع أول موفي (الإنجليزية)
- راجيش خانا على موقع إن إن دي بي (الإنجليزية)
- راجيش خانا على موقع قاعدة بيانات الفيلم (الإنجليزية)
- راجيش خانا على موقع كينوبويسك (الروسية)